# Nattjaktflygplan
- Övre vänster: Svensk J 33 Venom under mörkerflygning i snöstorm.
- Övre höger: Nazitysk Bf 110G-4 nattjaktflygplan med en Lichtensteinradar(en) utstickandes från nosen.
- Undre vänster: Amerikansk P-61 Black Widow nattjaktflygplan med spaningsradar under radom i nosen.
- Undre höger: Brittiskt DH.98 Mosquito nattjaktflygplan under mörkerstart. Notera radomen med spaningsradar i nosen.

Nattjaktflygplan eller allvädersjaktflygplan avsåg förr i tiden stridsflygplan som utrustats för att kunna hitta och skjuta ner fientliga flygplan genom instrumentflygning. Avsikten med detta är att möjliggöra jaktuppdrag under mörkerflygning nattetid och under dagflygning vid dåligt väder när visuellflygning och direkt målspaning inte är möjlig.
Nattjaktflygplan avser främst flygplan avsedda för jaktuppdrag nattetid under klar himmel, så kallat nattjakt, medan allvädersjaktflygplan avser flygplan som även kan utföra jaktuppdrag i moln och oväder, såväl som i mörker och dagsljus, så kallat allvädersjakt. Sedan 1960-talet förekommer allvädersförmåga hos nästan alla moderna jaktflygplan, varav särskilda flygplan för nattjakt och allvädersjakt inte förekommer i modern tid.

## Historia

### Första världskriget
Nattjaktflygplan började förekomma redan under första världskriget, då ententen behövde jaktflyg som kunde hitta och skjuta ner tyska bombzeppelinare som utövade strategisk nattbombning över städer. Denna första generation nattjaktflygplan saknade radar och använde sig av sittbrunnsbelysning och strålkastarbelysning från marken för att hitta zeppelinarna i mörkret. Till en början bekämpades zeppelinarna med brandbomber och flechetter som släpptes mot målen ovanifrån. Detta visade sig opraktiskt och man övergick till att attackera zeppelinarna underifrån med brandammunitionförsedda lewiskulsprutor. Detta visade sig mycket effektivt och gjorde det omöjligt för tyska riket att försätta använda bombzeppelinare.

### Andra världskriget

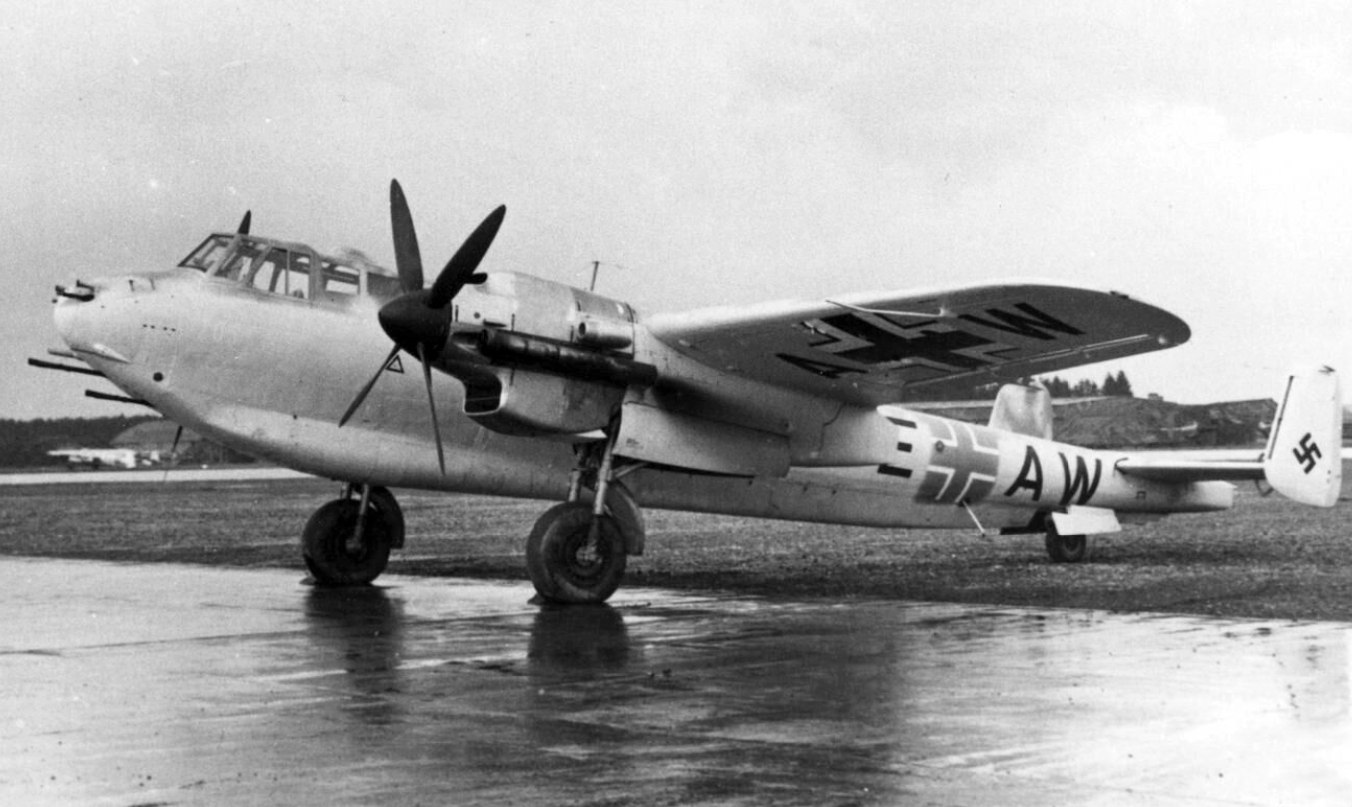
Ett Do 217 N nattjaktflygplan försedd med flamdämpare (stuprören) längs med motorernas avgasrekylatorer.

Under andra världskriget användes nattjaktflygplan flitigt av både axelmakterna och de allierade, och såg introduktionen av radarförsedda exempel. Till en början användes främst konventionella radarlösa dagjaktflygplan med radiolänk till radarförsedda eldledningscentraler på marken för att hitta nattbombflygplan i mörker. Eldledningscentralen kunde enbart leda planen mot målet, men ej hjälpa till med närspaning och siktning, varav piloter ibland behövde komma tillräckligt nära målet för att kunna se glöden från deras avgasrör i mörkret. Detta kom dock att kontras genom att förse avgasrören med "flamdämpare", ungefär som en hästs skygglappar. 
Spaningsproblemen påskyndade utvecklingen av flygburen radar som kunde ge piloten en aktiv bild av målets riktning och position. Flygburna radarstationer hade varit under utveckling i Storbritannien redan innan kriget och kom att utprovas i modifierade Bristol Blenheim bombflygplan redan i november 1939. Dessa gjorde det möjligt för piloter att hitta sitt mål utan sikt och visade sig mycket effektiva. För att underlätta pilotens uppgifter sköttes radarn främst av en egen radarsignalist/navigatör, ofta belägen bakom eller bredvid piloten. Produktionsexemplar av dessa radarenheter började levereras under första halvan av 1941 och monterades ursprungligen i Bristol Beaufighter tunga jaktflygplan. Detta följdes upp av de Havilland Mosquito tunga jaktflygplan under följande år.
År 1942 introducerade Nazityskland sin egen flygburna radar, den så kallade Lichtensteinradarn(en). Radarn var stor och anpassad för montering i nosen på ett tvåmotorigt tungt jaktflygplan.

### Kalla kriget

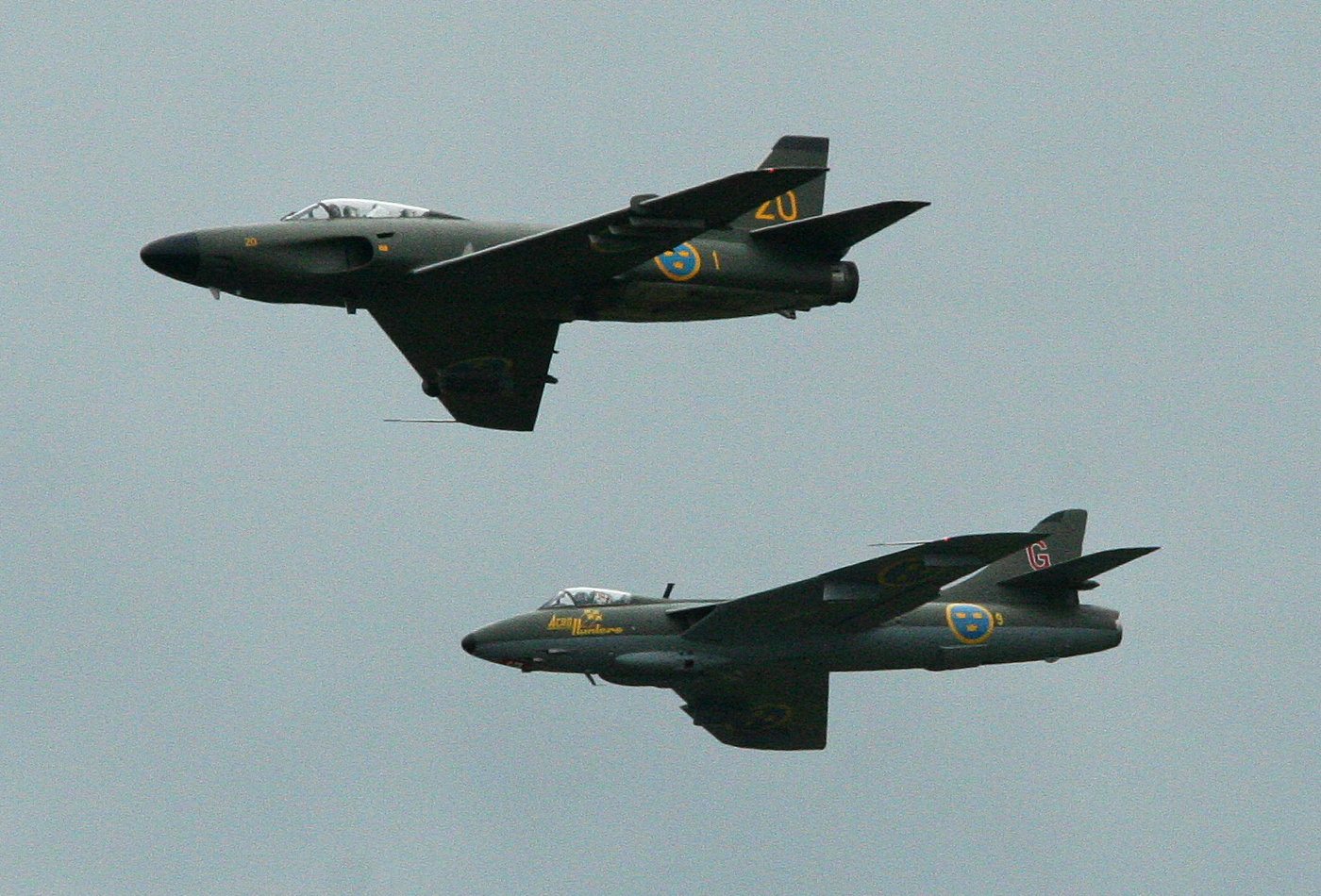
Svenskt Saab 32 Lansen allvädersjaktflygplan (övre) bredvid ett svenskmålat Hawker Hunter dagjaktflygplan (nedre). Notera avsaknaden av radom (radarnos) hos den senare.

Tidiga flygburna radarenheter var känsliga för oväder och annan form av störning, varav de främst användes i klart väder. De tekniska framstegen under och efter kriget gjorde det dock snart möjligt att även bruka flygburen radar även i oväder. Av detta utökades rollen för nattjaktflygplan till att även operera under dagtid när vädret gav otillräcklig sikt för dagjakt. Detta underlättade för dagjaktflygplan, som traditionellt inte kan utföra dagjakt vid dåligt väder eller annan nedsatt sikt. Nattjaktflygplan med sådan förmåga, så kallad "allvädersförmåga", började förekomma runt decennieskiftet 1950 och typen kom sedermera därför att kallas "allvädersjaktflygplan" (av engelska: all-weather interceptor). 
Så småningom kom allvädersjaktflygplan att ersätta dagjaktflygplanen och sedan 1960-talet konstrueras i princip alla jaktflygplan med allvädersförmåga, varav särskilda nattjaktflygplan och allvädersjaktflygplan idag inte förekommer. Sveriges sista flygplan att konstrueras som "allvädersjaktflygplan" var J 32B "Jaktlansen", vilken även projekterades med en alternativ dagjaktvariant kallad J 32AD (J 32A "Dag"). När Saab 35 Draken togs i bruk hade konceptet med särskilda dagjaktflygplan i stort sett kasserats. Svenska flygvapnets sista dagjaktplan blev J 34 (Hawker Hunter), vars sista flygning gjordes på F9 Säve juni 1969 och därmed utgick ur flygvapnet.